# Рецоая
Рецоая (рум. Rățoaia) — село у повіті Димбовіца в Румунії. Входить до складу комуни Букшань.
Село розташоване на відстані 56 км на північний захід від Бухареста, 19 км на південний схід від Тирговіште, 90 км на південь від Брашова.

## Населення
За даними перепису населення 2002 року у селі проживали 530 осіб, усі — румуни. Усі жителі села рідною мовою назвали румунську.